# Statue de Jan Christian Smuts (Le Cap)
La Statue de Jan Christian Smuts située dans le centre de la ville du Cap, Cap-Occidental en Afrique du Sud, rend hommage à Jan Smuts, avocat, militaire, philosophe et homme d'État d’Afrique du Sud. 
Œuvre de nature avant-gardiste du sculpteur britannique Sydney Harpley (1927-1992), elle fut érigée en mai 1964 devant la National Art Gallery. 

## Localisation
Cette statue est située devant la National Art Gallery, à proximité du jardin botanique de la compagnie dans le quartier des jardins.

## Descriptif
Très stylisée, la forme humanoïde abstractive représente un rocher sur lequel est assis Jan Smuts en contemplation, les deux étant constitué d'un seul et même matériau. L'ensemble symbolise Jan Smuts comme une figure solide et monumentale (un rocher). Son attitude contemplative évoque le philosophe mais aussi la passion de Jan Smuts pour les randonnées sur les sentiers de la montagne de la Table.
La seule épitaphe inscrite est celle du patronyme de Jan Christiaan Smuts mais anglicisé en Jan Christian Smuts.

## Historique
La statue fut financée par une souscription publique et érigée en mai 1964. La réaction du public fut négative devant l’œuvre avant-gardiste de Harpley.
Pour éteindre la forte polémique, une nouvelle statue fut commandée au sculpteur sud-africain Ivan Mitford-Barberton et érigée le 26 janvier 1974 à 500 mètres de distance, à l'angle de Wale et Adderley Street, devant l'ancienne slave lodge